# Close to You (Frank Sinatra)
Close to You è un album del crooner statunitense Frank Sinatra, pubblicato nel 1957 dalla Capitol Records.

## Il disco
La sensazione che emerge da Close to You è una versione attenuata della malinconia di In the Wee Small Hours mescolata con il fascino swing tipico di Sinatra.
Oltre che ai soliti classici della musica statunitense degli anni trenta e quaranta, l'album propone anche alcune canzoni poco conosciute, come Love Locked Out e Don't Like Goodbyes.
Anche se il pubblico e la critica apprezzarono Close to You, la Capitol Records lo escluse parecchie volte dal catalogo a causa della sua natura sperimentale che era ritenuta di seconda mano rispetto ad altri grandi album come Songs for Swingin' Lovers! e Frank Sinatra Sings for Only the Lonely.
L'album raggiunse la quinta posizione nella classifica Billboard 200 e la seconda nella Official Albums Chart.

## Tracce

### Lato A
1. Close to You - 3:37 - (Hoffman, Lampl, Livingston)
2. P.S. I Love You - 4:21 - (Jenkins, Mercer)
3. Love Locked Out - 2:41 - (Kester, Noble)
4. Everything Happens to Me - 3:20 - (Adair, Dennis)
5. It's Easy to Remember - 3:34 - (Hart, Rodgers)
6. Don't Like Goodbyes - 4:51 - (Arlen, Capote)

### Lato B
1. With Every Breath I Take - 3:38 - (Rainger, Robin)
2. Blame It on My Youth - 2:58 - (Heyman, Levant)
3. It Could Happen to You - 3:13 - (Burke, Van Heusen)
4. I've Had My Moments - 3:47 - (Donaldson, Kahn)
5. I Couldn't Sleep a Wink Last Night - 3:25 - (Adamson, McHugh)
6. The End of a Love Affair - 4:11 - (Redding)

### Tracce aggiunte successivamente
L'edizione in CD includeva anche:
1. If It's the Last Thing I Do - 4:00 - (Cahn, Chaplin)
2. There's a Flaw in My Flue - 2:41 - (Burke, Van Heusen)
3. Wait Till You See Her - 3:08 - (Hart, Rodgers)

## Musicisti
- Frank Sinatra - voce;
- Nelson Riddle - arrangiamenti;
- Felix Slatkin - violino;
- Paul Shure - violino;
- Eleanor Aller - violoncello;
- Alan Dinkin - viola;